# Focke-Wulf Fw 250
O Focke-Wulf Fw 250 foi um projecto da Focke-Wulf para a concepção de um caça bijato. Várias versões foram idealizadas, que consistiam em aproveitar o design para conceber um caça-bombardeiro e um caça de longo alcance. O modelo seria uma aeronave com asas em flecha e toda em metal, com dois motores a jacto Heinkel Hirth He S 011, trem de aterragem retráctil, cockpit pressurizado, quatro canhões MK 108 de 30mm ou quatro MG 213 de 20mm, assim como tanques de combustível descartáveis nas asas.
Porém, este projecto foi abandonado, tendo a Focke-Wulf concentrado a sua atenção no Focke-Wulf Ta 183. Todo o conhecimento adquirido durante este projecto foi usado para a idealização do Focke-Wulf Nachtjägerprojekt 011-45 e do Focke-Wulf Nachtjägerprojekt 011-47.